# Artha
Artha, (em devanagari, o alfabeto sânscrito mais usual: अर्थ) é uma palavra sânscrita designando causa, motivo, desenvolvimento econômico ou prosperidade material. No hinduísmo é uma das tri-varga, ou metas da vida mundana, juntamente com kama e dharma.
O artha é considerado virtuoso enquanto atrelado ao dharma, ou código de conduta moral, ética, religiosa. O an-artha é o artha contrário a tri-varga e que não satisfaz os propósitos da existência mundana, como atividade criminosas, vícios e outras transgressões morais e religiosas.
Diferentemente de moksha, ou o paramapurusha-artha, aqui artha não é uma meta de vida suprema, ou superior, mas apenas um dos três desejos fundamentais da existência material, ou tri-varga.
Artha significa a conquista da matéria. Não apenas no sentido maciço de adquirir bens materiais, mas sim no sentido de usar a matéria como instrumento da evolução espiritual. Utilizamos as posses sem sê-las. Desta forma, valorizamos o trabalho e compreendemos os ganhos e perdas que são inerentes à vida.
Artha tem o sentido de riqueza. As religiões hindus reconhecem a importância da riqueza material para dharma, pois é ela quem da as ferramentas para executá-lo, cuidar da família e estar atuante na sociedade. E esta deve ser a razão pela busca da matéria, não por amor a ela e sim por amor ao seu dever (dharma).